# Маньи, Фьоренцо
Фьоренцо Маньи (итал. Fiorenzo Magni; 7 декабря 1920, Ваяно — 19 октября 2012, Монца) — итальянский шоссейный велогонщик, трёхкратный победитель Джиро д’Италия и Тура Фландрии.

## Биография
Отец Маньи зарабатывал тем, что держал лошадей для грузовых перевозок. Начинающему гонщику также приходилось работать с лошадьми до того, как он начал одерживать громкие победы. Фьоренцо впервые сел на прогулочный велосипед в 14 лет, через 2 года у него появился гоночный экземпляр. Он много тренировался, и с 1941 года стал регулярно участвовать в известных гонках, вскоре также попав в национальную сборную. Пока шла война, Маньи мог принимать участие только в гонках на родине, интерес к которым в тяжёлое время был не очень велик. В 1947 году он выиграл Тре Валли Варезине, тогда же впервые участвовал в Джиро д’Италия. Фьоренцо 25 раз стартовал на итальянских монументальных классиках, Милан — Сан-Ремо и Джиро ди Ломбардия, занимал на каждой из них 2-е, 3-е и 4-е места, но так и не одержал победу.
В 1948 году он впервые выехал на северные классики. На Туре Фландрии он сошёл после падений и поломок, а на Париж — Рубе стал 5-м. В июне Маньи выиграл Джиро д’Италия. Он захватил лидерство после 17 из 19 этапов, когда в спринтерском финише уступил действующему обладателю титула Фаусто Коппи. Фьоренцо толкал соперника, и команда Коппи (Bianchi) потребовала сурово наказать нарушителя. Организаторы прибавили ко времени Маньи 2 минуты, но он всё равно остался лидером, и Bianchi демонстративно снялась с гонки. В итоге Фьоренцо выиграл у ближайшего преследователя Эцио Чекки 11 секунд (рекордно малое преимущество на Джиро) и был освистан зрителями.
После завершения сезона он перешёл в Wilier Triestina, которая отрицательно отнеслась к желанию гонщика участвовать в северных классиках. Маньи поехал на Тур Фландрии с единственных механиком по билетам второго класса. Заручившись на месте поддержкой хозяина их гостиницы и его друга, итальянец на деревянных ободах ушёл в одиночный отрыв. За 10 километров до финиша его догнали, но он выиграл спринт. Защищать свой титул на итальянской супермногодневке Маньи не стал, сконцентрировавшись на своём дебютном Тур де Франс, где он выиграл этап, 6 этапов ехал в жёлтой майке и финишировал в итоге 6-м.
На Туре Фландрии 1950 гонщикам снова пришлось ехать в холодных и влажных условиях. Фьоренцо наращивал темп, пока не сбросил с колеса всех, и финишировал в одиночестве. Соседний Париж — Рубе того года стал для итальянца самым успешным: 3-е место после Коппи и Мориса Дио. На Джиро д’Италия Маньи выиграл королевский этап, но в общем зачёте стал 6-м. Маньи снова лидировал в общем зачёте Тур де Франс, когда итальянская сборная сошла в знак протеста против нападок зрителей на Джино Бартоли.
Тур Фландрии 1951 прошёл по традиционному сценарию: плохая погода и одиночный отрыв Фьоренцо. После 3-й подряд победы он зарёкся больше не участвовать в этой гонке, на Париж — Рубе он также приезжал потом всего раз. На Джиро д’Италия того сезона Маньи не выигрывал этапов, дважды терял розовую майку, но в итоге опередил ставшего вторым Рика Ван Стенбергена на 1 минуту 46 секунд. В том сезоне Фьоренцо одержал ряд заметных побед, в том числе впервые выиграл чемпионат Италии, что позже повторял ещё дважды. Став 7-м на Тур де Франс, он впервые не провёл ни дня в жёлтой майки. На чемпионате мира итальянец уступил только Фердинанду Кюблеру.
Джиро д’Италия 1952 Маньи закончил вторым, не сумев навязать борьбу Коппи. На Туре того сезона он снова облачался в жёлтую майку, став в итоге 6-м при доминировании Коппи. Фаусто выиграл и Джиро 1953, где Маньи 9-е итоговое место сгладил тремя этапными победами. Тур де Франс того года стал для Фьоренцо последним, он завершил его победой на последнем этапе; итальянец выигрывал хотя бы один этап на каждом своём Туре.
На старт Джиро 1954, где он стал 6-м, Маньи вышел в майке с беспрецедентной рекламой компании, несвязанной с велоспортом. В знак протеста против такой коммерциализации велогонки, предпоследний этап гонщики проехали в прогулочном темпе, к большому неудовольствию зрителей. В следующем сезоне Маньи носил розовую майку в первой половине Джиро, и в дальнейшем оставался в числе претендентов на победу. На предпоследнем этапе, когда лидер Гастоне Ненчини проколол колесо, его преследователи Маньи и Коппи сработались и вдвоём уехали от него. Фаусто выиграл последний этап Джиро в карьере, а в общем зачёте уступил победителю, Фьоренцо, 13 секунд.
На Джиро д’Италия 1956 года Маньи сломал плечо, но за 3 этапа до конца продолжал бороться за победу, в подъёмах вместо больной руки держась зубами за трубку, прикреплённую к рулю. Исторический 20-й этап, проходивший в ужасных погодных условиях, перевернул положение: Шарли Голь с 24-й позиции поднялся на первую, Маньи стал в итоге вторым. Поднявшись в том сезоне на подиум трёх главных итальянских гонок (Милан — Сан-Ремо, Джиро д’Италия, Джиро ди Ломбардия), в его концовке Фьоренцо завершил карьеру.
Сразу после этого он начал работать в штабе велокоманд, в 1963—1966 годах Маньи возглавлял сборную Италии.
19 октября 2012 года Маньи скоропостижно скончался в больнице Монцы.

## Главные победы
| - Общий зачёт (1948, 1951, 1955) и 6 этапов (1948, 1950, 1953, 1955) Джиро д’Италия - 7 этапов Тур де Франс (1949—1953) - Тур Фландрии (1949, 1950, 1951) - Чемпионат Италии (1951, 1953, 1954) - Джиро дель Пьемонт (1942, 1953) - Тре Валли Варезине (1947) - Джиро ди Тоскана (1949, 1954) - Трофео Баракки (1949, 1950, 1951) | - Джиро дель Лацио (1951, 1956) - Джиро делла Романья (1951, 1955) - Милан — Турин (1951) - Рим — Неаполь — Рим (1952, 1953) - Джиро дель Венето (1953) - Классика Сарда (1953) - Милан — Модена (1954, 1955) |

## Результаты в супермногодневках
| Гранд Тур       | 1947 | 1948 | 1949 | 1950 | 1951 | 1952 | 1953 | 1954 | 1955 | 1956 |
| --------------- | ---- | ---- | ---- | ---- | ---- | ---- | ---- | ---- | ---- | ---- |
| Джиро д’Италия  | 9    | 1    | -    | 6    | 1    | 2    | 9    | 6    | 1    | 2    |
| Тур де Франс    | -    | -    | 6    | НФ   | 7    | 6    | 15   | -    | -    | -    |
| Вуэльта Испании | -    | -    | -    | -    | -    | -    | -    | -    | 13   | -    |